# Gorges de Péreille
Les gorges de Péreille sont des gorges qui se situent dans le massif des Pyrénées, à l'est du département français de l'Ariège, dans la région naturelle du pays d'Olmes.
Creusées par le Douctouyre, affluent de l'Hers-Vif, elles entaillent le chaînon calcaire du Plantaurel et constituent à ce titre une cluse.

## Géographie
Les gorges de Péreille s'étendent sur moins de 2 km de longueur, suivant l'axe sud-nord qu'emprunte le Douctouyre à sa sortie du massif de Tabe, au sud, dont il est issu.
Elles se partagent entre trois communes : Péreille à l'est (rive droite), Roquefixade à l'ouest (rive gauche), et de façon plus marginale, également en rive gauche, au nord-ouest, Ilhat.

## Histoire
Les gorges de Péreille connaissent un temps une exploitation minière de bauxite, laquelle abrita durant la Seconde Guerre mondiale des résistants guérilleros espagnols. La mine de Péreille, qui fournissait 1 000 tonnes par an de minerai de bauxite, a été exploitée par Pechiney jusqu'en 1969.

## Protection environnementale
Le site des gorges de Péreille bénéficie d'un arrêté préfectoral de protection de biotope depuis 1991. La zone protégée couvre 39,58 ha répartis sur les deux rives du Douctouyre.